# Trans Euro Trail
Der  Trans Euro Trail (TET) ist eine circa 100.000 km lange GPX-Offroad-Motorrad-Route durch Europa. Der Trail besteht aus vielen unbefestigten Wegen, die man – nach den jeweiligen Landesgesetzen und Vorschriften – offiziell befahren darf. Sogenannte ehrenamtliche Streckenwärter („Linesmen“) halten die Route in ihrem Land aktuell und werden dabei von allen, die dort fahren, durch deren persönliche Rückmeldungen unterstützt.
Der TET hat zwei große Abschnitte:
- West (Schweden, Norwegen, Dänemark, Deutschland, Schweiz, Niederlande, Großbritannien, Frankreich, Andorra, Spanien und Portugal)
- Ost (Finnland, Baltische Staaten, Polen, Ukraine, Rumänien, Serbien, Bulgarien, Griechenland, Balkan und Italien)

Es gibt einen Verhaltenskodex, der in alle europäischen Sprachen übersetzt wurde:
1. Respektiert die Wege
2. Respektiert bei eurer Durchreise die ländlichen Gemeinschaften
3. Respektiert die Umwelt

Hinter dem TET steht eine Non-Profit-Organisation nach britischem Recht (CIC). Der Trail und das Logo sind markenrechtlich geschützt, um Diebstahl und Missbrauch vorzubeugen.
Der Track wird frei und kostenlos zum Download angeboten.
Der TET wurde durch den Trans America Trail (TAT) inspiriert.